# Telesto pelasgica
Telesto pelasgica is een zachte koraalsoort uit de familie Clavulariidae. De koraalsoort komt uit het geslacht Telesto. Telesto pelasgica werd in 1812 voor het eerst wetenschappelijk beschreven door Lamouroux. 